# Художественная галерея штата Кедах
Художественная галерея штата Кедах (малайск. Balai Seni Negeri Kedah) — художественная галерея, расположенная в столице султаната Кедах Алор-Сетаре (Малайзия). Основана в 1983 году.

## История здания
Строительство здания Верховного суда султаната Кедах, в котором ныне расположена галерея, началось 21 января 1893 года и было завершено в 1912 году. Оно было официально открыто султаном Кедаха Абдулом Хамидом Халимом. Здание стало самым первым современным зданием Алор-Сетара. К 1931 году Верховный суд переехал в новое здание рядом с Федеральным зданием, а в этом здании разместились Департамент аудита, Государственное казначейство и Британский консультативный офис. Позже здесь работали Департамент общественных работ и Департамент канализации и дренажа. В ознаменование серебряного юбилея султана Кетаха Абдула Халима в 1983 году здание было преобразовано в художественную галерею и было торжественно открыто для публики султаном 25 июля 1983 года. 

## Архитектура
Здание было спроектировано архитектором Мухаммадом бин Лебаи Тамби из Департамента общественных работ Кедаха. Здание представляет собой эклектичную комбинацию неоклассической и китайско-португальской архитектуры с яркими мотивами палладиевой архитектуры. Неоклассические колоннады смешаны с барочным орнаментом и широким использованием арок, характерными для палладиевой архитектуры. В орнаменте над каждой аркой здания изображён щит Кедаха. Перед зданием находится открытый двор, включающий общественную площадь и парк.

Внешний вид галереи
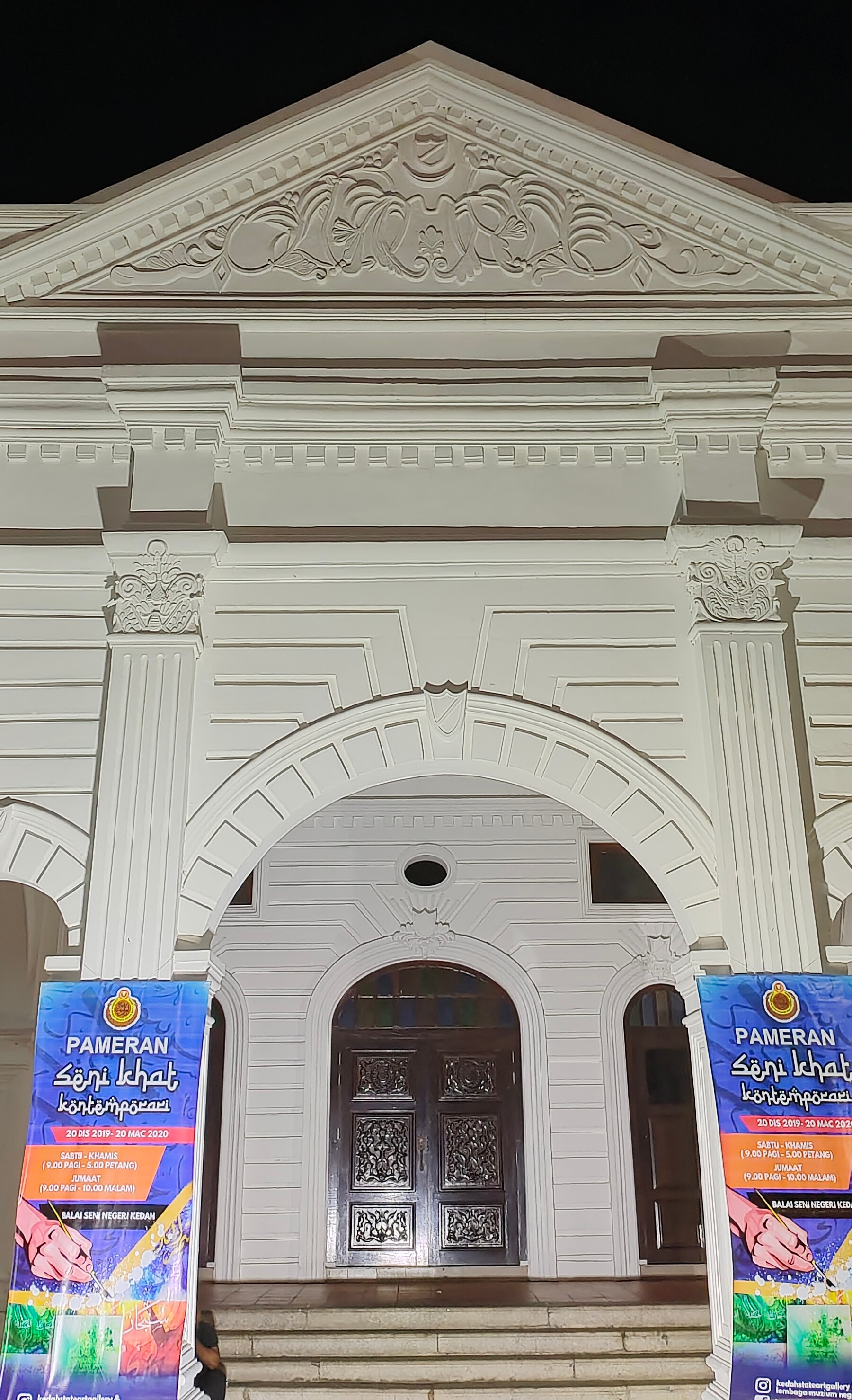
Фасад галереи
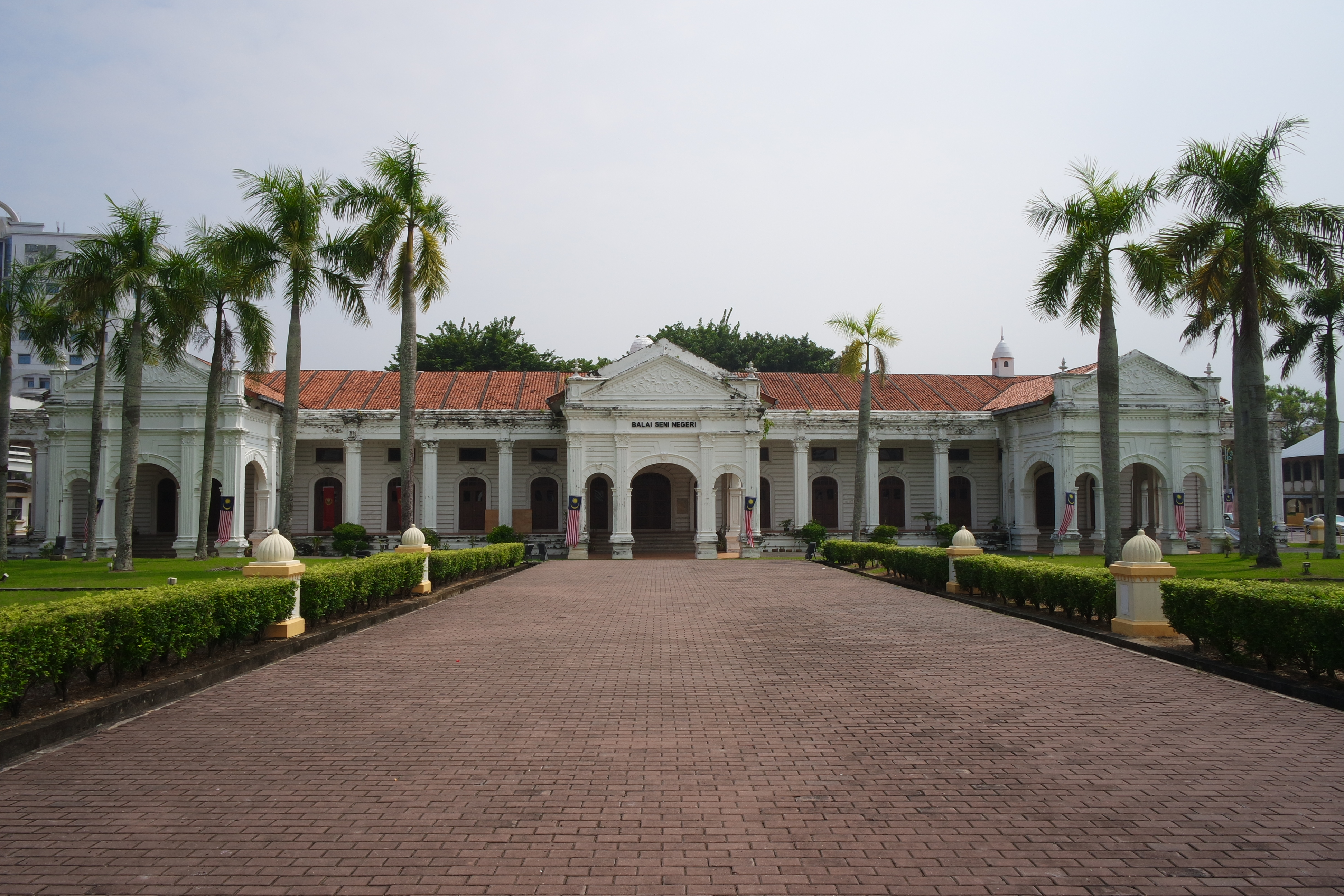
Вид со двора
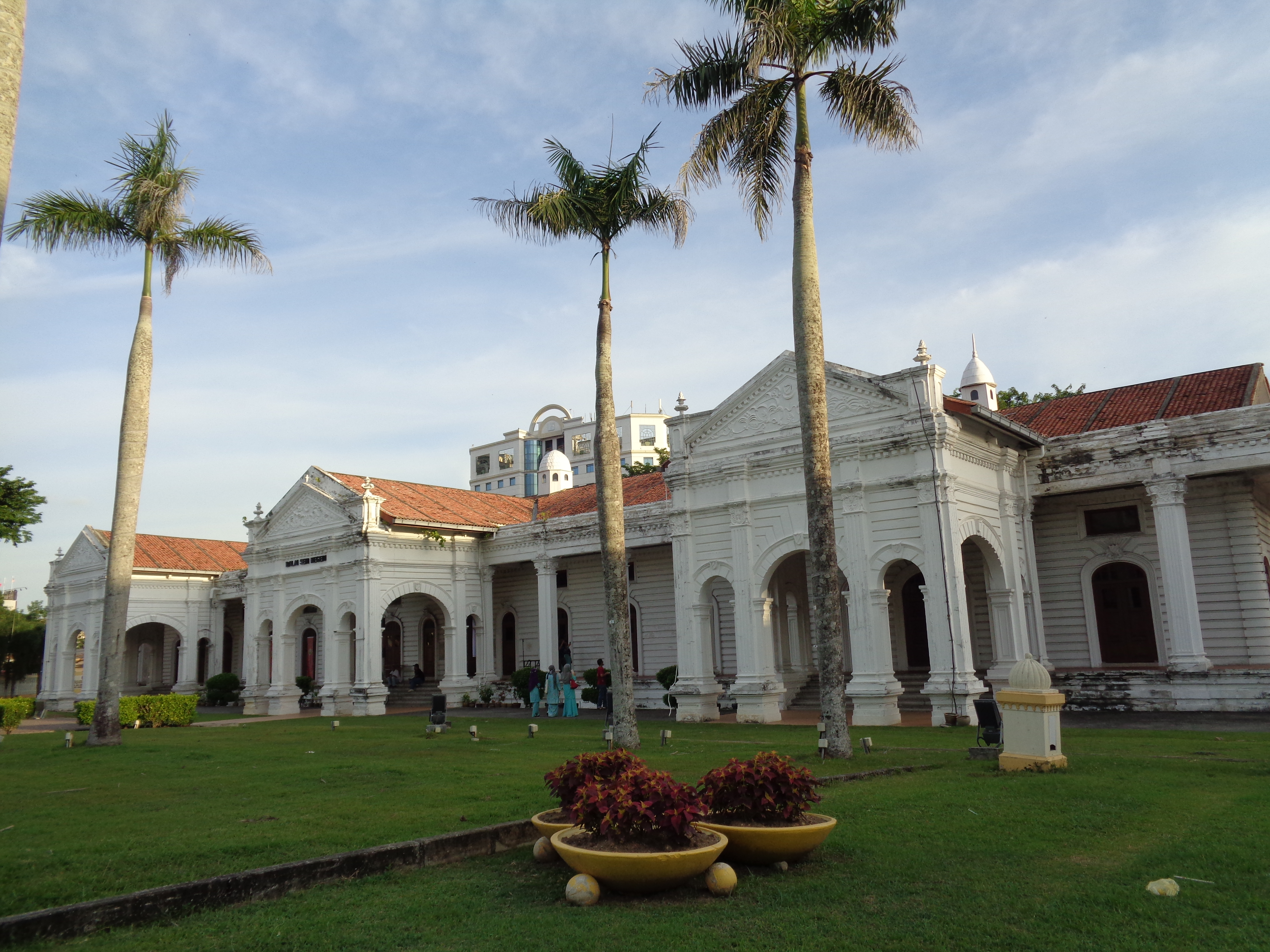
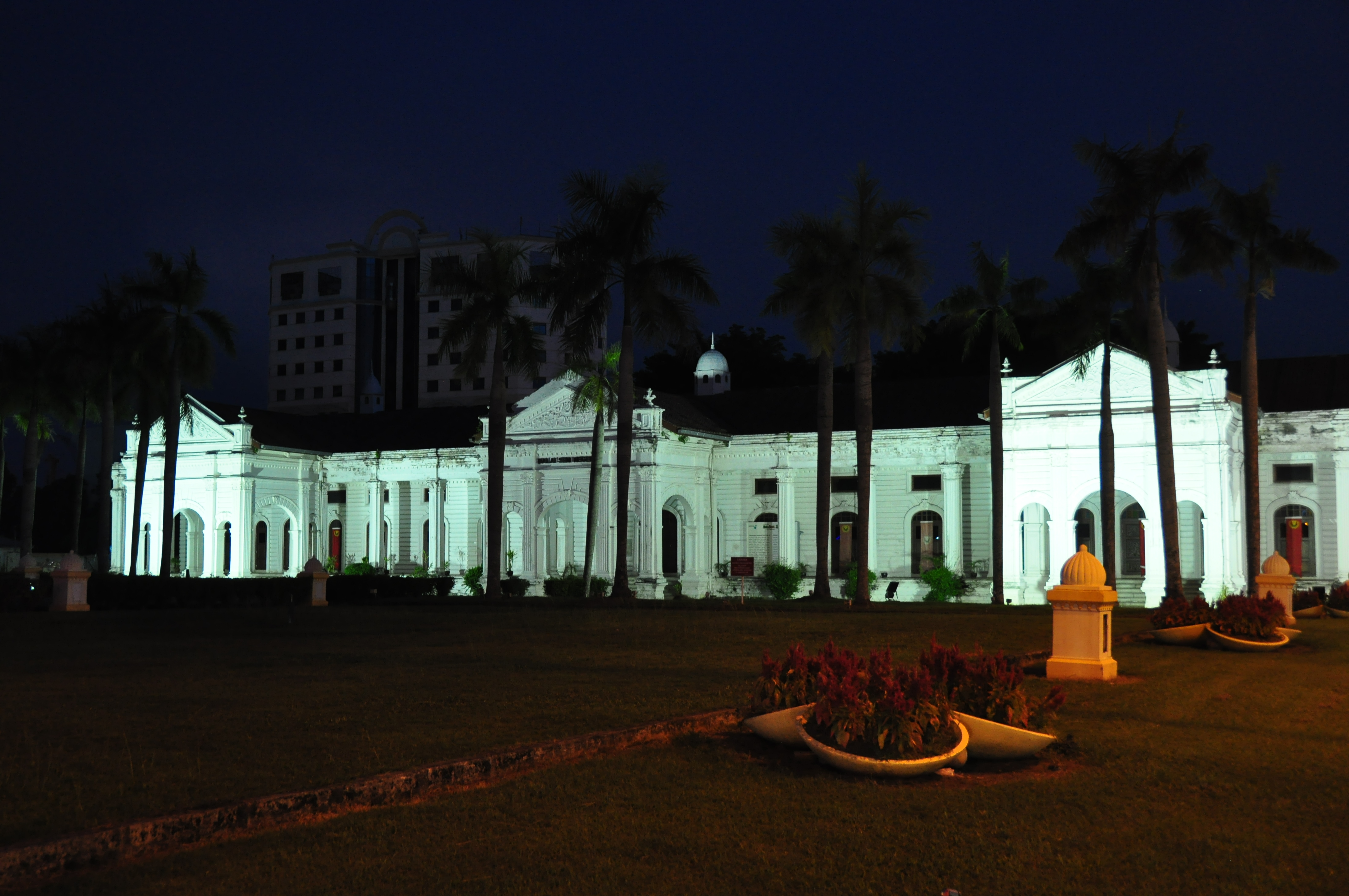
Ночное освещение
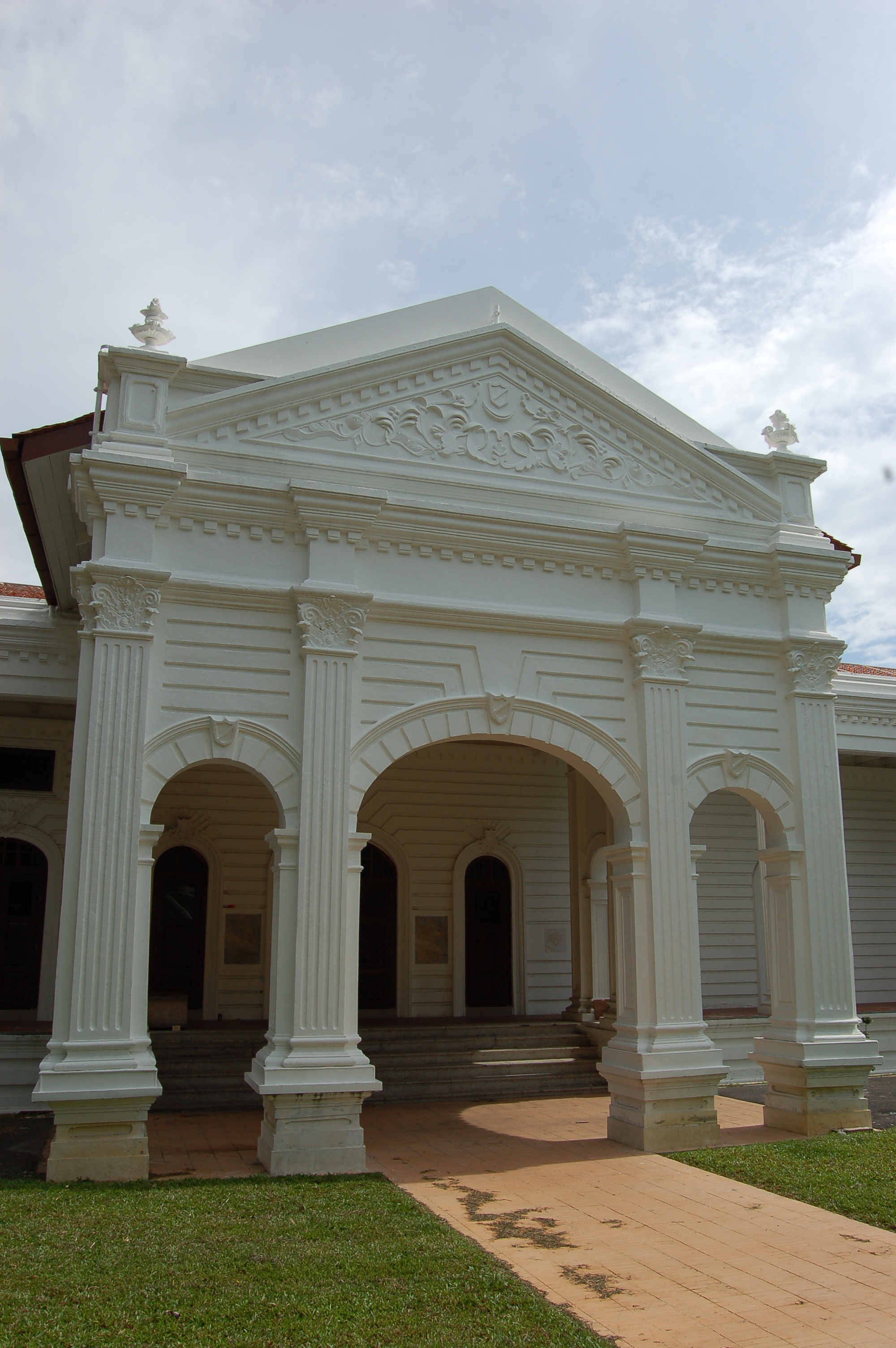

## Экспозиция
В галерее представлены различные произведения искусства, созданные народом Кедах, такие как живопись, резьба по дереву и каллиграфия. 